# Johan DeFarfalla
Johan DeFarfalla (Stoccolma, 3 giugno 1971) è un bassista e politico svedese, conosciuto per essere stato il primo bassista degli Opeth, band progressive death metal svedese.

## Biografia
Entrò negli Opeth nel 1991 quando la formazione era formata da David Isberg alla voce, Mikael Åkerfeldt e Kim Pettersson alle chitarre e Anders Nordin alla batteria.
Sostituì per una sola ed unica serata Nick Döring e subito dopo uscì dalla band.
La band firmò un contratto con la Candlelight Records e subito DeFarfalla fu riarruolato per le registrazioni del primo album degli Opeth: "Orchid" divenendo subito membro ufficiale, dopo il tour del secondo album "Morningrise" fu licenziato da Åkerfeldt.
Johan DeFarfalla fa politica nel partito conservatore svedese Kristdemokraterna, è sposato e ha tre figli.

## Discografia

### Opeth
- 1995 - Orchid
- 1996 - Morningrise